# Dún Laoghaire
Dún Laoghaire [ˌd̪uːn̪ ˈɫ̪iːɾʲə] oder [ˌd̪uːn̪ ˈɫ̪eːɾʲə] – (englisch „Dun Liery“ gesprochen) – ist eine ehemals unabhängige irische Hafenstadt, die als Stadtteil mit Vorortcharakter ca. 10 km südlich des Zentrums von Dublin liegt.
Die Stadt, die von 1821 bis 1921 Kingstown hieß, ist Verwaltungssitz des im Süden von Dublin gelegenen County Dún Laoghaire-Rathdown. Attraktionen vor Ort sind unter anderem das National Maritime Museum of Ireland, der James Joyce Tower, die Hafenpromenade auf dem Ostpier und die von Lilly Lynch ausgemalte Kapelle im Dominikanerinnenkloster The Oratory of the Sacred Heart.
Der Hafen von Dún Laoghaire hat eine hohe Bedeutung für Einfuhr und Ausfuhr Irlands. Als Fährhafen hat er nach zwei Jahrhunderten seit April 2015 ausgedient.
Es existieren Städtepartnerschaften mit Brest und Anglesey in Wales.

## Bevölkerung
Für Dún Laoghaire sind bei der Volkszählung 2022 die Ergebnisse für die elf Electoral Divisions (ED): Glenageary, Sallynoggin East, Sallynoggin West, Sallynoggin South, Sandycove, Glasthule, Monkstown Farm, Mount Town, Salthill, Dún Laoghaire West Central und Dún Laoghaire East Central jeweils einzeln ausgewiesen. Insgesamt hatte Dún Laoghaire 31.239 Einwohner.

## Geschichte
Der Ort geht auf einen Dún, einen umwallten Platz, zurück, den der mythische irische König Laoghaire (König Lear#Literarische Vorlagen und kulturelle Bezüge) im 5. Jahrhundert eingerichtet haben soll. Der englische Name war Dunleary, was phonetisch etwa der Aussprache des wieder umbenannten heutigen irischen Ortsnamens entspricht. König Georg IV. von England benannte Dún Laoghaire zu Ehren seines Besuchs im Jahr 1821 in Kingstown um. Es entwickelte sich zu einem noblen Vorort Dublins. Hier residierte die Ascendancy, die englische Oberschicht, die die Küstenstadt zu einem eleganten Badeort mit prachtvollen Villen ausbauen ließ. Der Dolmen von Brenanstown (auch Glendruid oder Druids Altar genannt) liegt in einer Senke, unweit der Brenanstown Road, im Tal von Glen Druide, etwa 1,7 km südlich von Cabinteely

## James Joyce Tower

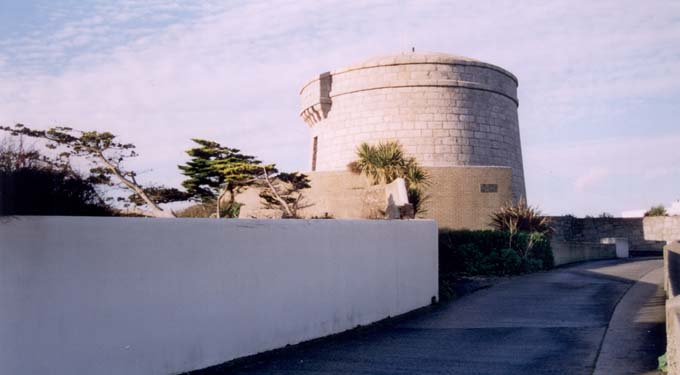
James Joyce Tower in Dún Laoghaire

Der James Joyce Tower im Ortsteil Sandycove ist wohl der berühmteste Martello-Turm an der irischen Küste. Er wurde, wie alle anderen Türme diese Art, ab 1804 nach dem Vorbild der korsischen Genuesertürme errichtet.
Berühmtheit erlangte der Turm durch den Schriftsteller James Joyce, der hier 1904 eine Woche lang bei dem Medizinstudenten Oliver St. John Gogarty wohnte. Die Geschehnisse in dem Turm verarbeitete Joyce in seinem Roman Ulysses und ließ die Tagesreise des Romanhelden Stephen Dedalus hier beginnen. Der Turm beherbergt seit 1962 ein Joyce-Museum. Der Bloomsday wird an mehreren Orten der Stadt begangen.
Unterhalb des Turms befindet sich die legendäre Badestelle Forty Foot mit ihren in den Fels gehauenen Stufen, die in die Irische See führen. Ursprünglich wurde Forty Foot als Nacktbadestelle for gentlemen only ausgewiesen. An die FKK-Pflicht wird sich heute allerdings nicht mehr streng gehalten.

## Söhne und Töchter der Stadt
- Sarah Purser (1848–1943), Malerin und Kunstförderin
- Henry De Vere Stacpoole (1863–1951), Schriftsteller
- Desmond A. Williams (1930–2006), Weihbischof in Dublin
- Ronnie Drew (1934–2008), Musiker und Erzähler
- Fergus Slattery (* 1949), Rugbyspieler
- Bob Geldof (* 1951), Musiker und Aktivist
- Tony Adams (1953–2005), Produzent
- Jamie O’Neill (* 1962), Schriftsteller und Journalist